# ラグナ・ガルソン橋
ラグナ・ガルソン橋（西：Puente de Laguna Garzón）は、その円形構造で知られる橋である。ウルグアイ、ガルソン村に位置し、ウルグアイ出身の著名な建築家ラファエル・ヴィニオリによって設計された。
2014年に着工、16ヶ月かけ2015年12月に完成した。車線を円状にカーブさせることで、ドライバーは速度を落として運転せざるをえない設計がされているほか、歩行者が円形部を通過できる歩道や、円の内部と外部どちらも見渡せるように横断歩道が設けられている。
この橋はラグナ・ガルソン（西：Laguna Garzón）という沿岸ラグーンを渡るために建設された。完成以前は、2台積みのカーフェリーが唯一の交通手段で、昼間かつ航行可能な天候に恵まれていないと運行できないものだった。2015年12月に車両の通行が可能になり、歩行者と1日最大約1,000台の車両が渡れるようになった。

## ギャラリー

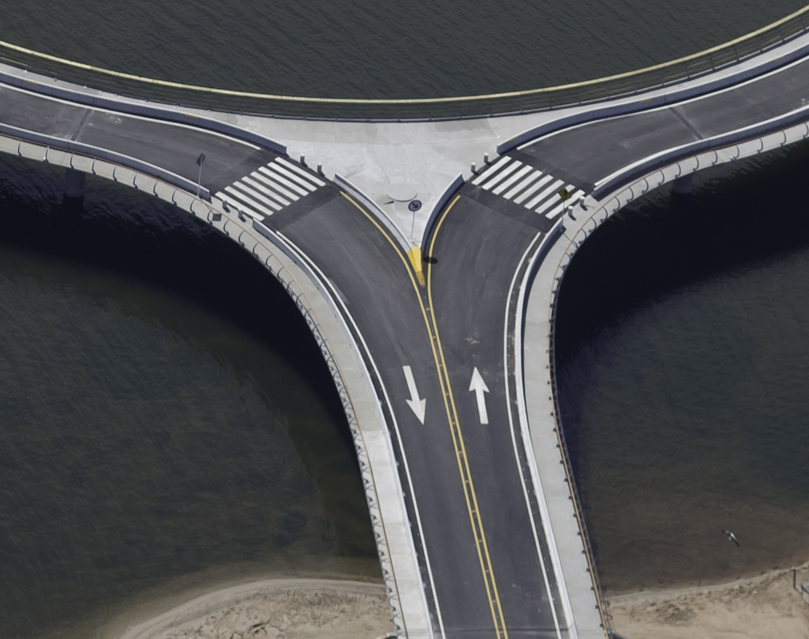
横断歩道と、橋の内周側と外周側の歩道
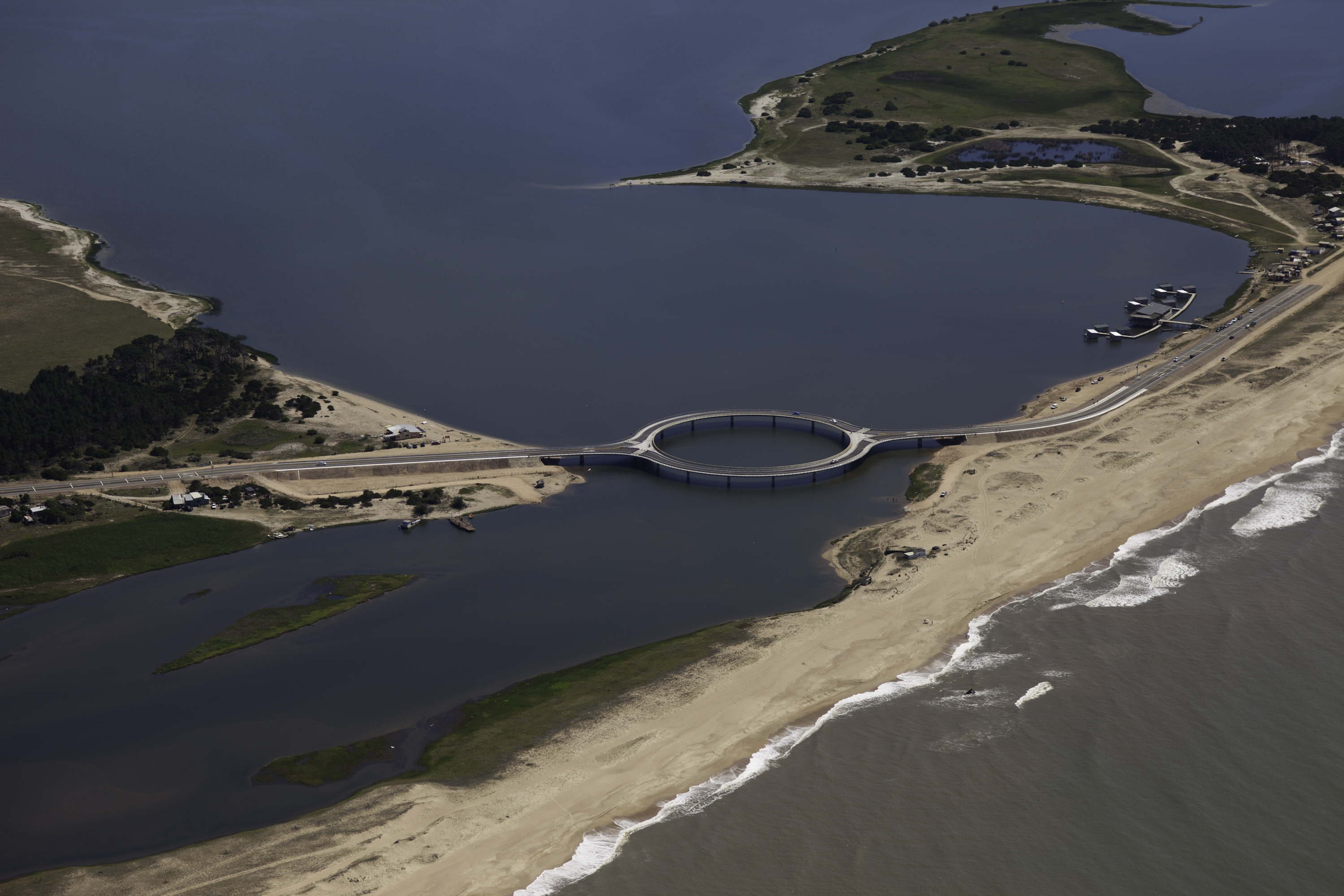
ラグナ・ガルソン橋と進入部の構造